# 오근장동
오근장동(梧根場洞)은 충청북도 청주시 청원구에 있는 행정동으로, 청주시 북부에 있다. 1990년 이전에는 청원군 북일면 지역이었다. 법정동은 주성동, 주중동, 정상동, 정하동, 정북동, 오동동, 외남동, 외평동, 외하동이다.
2013년부터 주중동·주성동 일대에는 율량동과 함께 율량2지구의 아파트 단지가 조성 중이어서 인구가 점차 늘고 있다. 충북선 오근장역이 있으며 국도 제17호선 일대에 위치하여 교통수요가 높다. 청주국제공항이 인근 내수읍에 위치한다.

## 역사
- 1990년 충청북도 청원군 북일면 일부가 청주시에 편입되면서 오근장동을 설치하였다.

| 구 행정 구역  | 구 행정 구역                                                           | 신 행정 구역    | 신 행정 구역                                                           |
| 청원군 북일면 | 주성리, 주중리, 외평리, 외남리, 외하리, 오동리, 정상리, 정하리, 정북리 | 청주시 오근장동 | 주성동, 주중동, 정상동, 정하동, 정북동, 오동동, 외남동, 외평동, 외하동 |
- 1995년 충청북도 청주시 상당구 오근장동
- 2014년 7월 1일 충청북도 청주시 청원구 오근장동

## 행정 구역
| 법정동  | 한자명 | 통                     | 비고           |
| ------- | ------ | ---------------------- | -------------- |
| 주성동  | 酒城洞 | 14, 16~18, 28~32, 34통 |                |
| 주중동  | 酒中洞 | 11~13, 19~27, 33통     |                |
| 정상동  | 井上洞 | 8~9통                  |                |
| 정하동  | 井下洞 | 10통                   |                |
| 정북동  | 井北洞 | 7통                    |                |
| 오동동  | 梧東洞 | 5~6통                  | 동행정복지센터 |
| 외남동  | 外南洞 | 1~2, 15통              | 오근장역       |
| 외평동  | 外坪洞 | 3통                    |                |
| 외하동  | 外下洞 | 4통                    |                |
| 9법정동 |        | 34통                   |                |

## 교통 시설
- 청주국제공항
  - 청주공항역
- 오근장역

## 기관
- 충청북도소방본부
- 충청북도장애인회관
- 충청북도경찰청
- 충북교통방송

## 교육
- 충청북도교육문화원 (주중동)
- 북일초등학교 (주중동)
- 주중초등학교 (주중동)
- 율량중학교 (주중동)

## 주거
| 단지명                    | 건설사     | 시행사            | 주소              | 주소   | 입주        | 비고 |
| ------------------------- | ---------- | ----------------- | ----------------- | ------ | ----------- | ---- |
| 율량 3단지 대원칸타빌 2차 | ㈜대원     | 아이비클럽 ㈜자영 | 청원구 율량로 77  | 주중동 | 2014년 4월  |      |
| 율량 4단지 대원칸타빌 1차 | ㈜대원     | 아이비클럽        | 청원구 율량로 103 | 주성동 | 2013년 3월  |      |
| 율량 6단지 대원칸타빌 3차 | ㈜대원     | ㈜성지개발 ㈜자영 | 청원구 율량로 135 | 주성동 | 2015년 3월  |      |
| 율량 5단지 선광로즈웰 2차 | 선광토건㈜ | 선광토건㈜        | 청원구 율량로 119 | 주성동 | 2014년 11월 |      |

## 관내 문화재
- 청주 정하동 마애비로자나불좌상 - 충청북도 유형문화재 제113호
- 청주 정북동 토성